# 津ノ井駅
津ノ井駅（つのいえき）は、鳥取県鳥取市津ノ井字向上砂田にある西日本旅客鉄道（JR西日本）因美線の駅である。

## 歴史
- 1919年（大正8年）12月20日：鉄道院因美軽便線（当時）鳥取駅 - 用瀬駅間開通時に開設[1]。
  - 当時の所在地表示は鳥取県岩美郡津ノ井村余戸であった[1]。
- 1922年（大正11年）9月2日：軽便線制度廃止に伴い、因美軽便線が因美線に改称、当駅もその所属となる。
- 1928年（昭和3年）3月15日：因美南線開通に伴い、因美線が因美北線に改称、当駅もその所属となる。
- 1932年（昭和7年）7月1日：鳥取駅 - 当駅 - 津山駅間全通に伴い、因美北線が現在の因美線の一部となり、当駅もその所属となる。
- 1961年（昭和36年）9月23日：貨物取扱廃止[1]。
- 1963年（昭和38年）
  - 4月1日：町域名変更に伴い、所在地表示が鳥取県岩美郡津ノ井村津ノ井字向上砂となる[2]。
  - 4月22日：津ノ井村が鳥取市に編入され、所在地表示が鳥取県鳥取市津ノ井字向上砂田となる[2]。
- 1970年（昭和45年）10月1日：荷物扱い廃止[1]。駅員無配置駅となる[3]。その後、簡易委託駅化[4]。
- 1987年（昭和62年）4月1日：国鉄分割民営化に伴い、JR西日本の駅となる[1]。
- 1999年（平成11年）10月2日：CTC化、タブレット閉塞廃止に伴い、再度簡易委託駅化。
- 2022年（令和4年）3月31日：乗車券類発売終了、完全無人駅化[5]。

## 駅構造
島式ホーム1面2線を有する列車交換可能な地上駅。駅舎反対側の2番線を上下本線、1番線を上下副本線とした1線スルー配線となっている。駅舎からホームへは構内踏切で連絡している。列車入線案内用アナウンスが設置されているが2番のりばに入線する列車のみアナウンスし1番のりばに入線する列車は案内が無い。
鳥取鉄道部管理の無人駅。木造駅舎が残っており、乗車駅証明書発行機を備えている。改札外に男女別の水洗式便所が設置されている。

### のりば
| のりば | 路線   | 方向 | 行先                 |
| ------ | ------ | ---- | -------------------- |
| 1・2   | 因美線 | 下り | 智頭・上郡・若桜方面 |
| 1・2   | 因美線 | 上り | 鳥取方面             |

付記事項
- 特急列車（当駅通過）及び行違いを行わない場合、2番のりばに停車または通過する。
- 当駅通過の特急列車と行違いを行う普通列車は、1番のりばに停車する。
- 普通列車同士の行違いの場合、先に当駅に着いた列車が1番のりばで後から来た列車が2番のりばに入る。

## 利用状況
鳥取市統計要覧によると、2020年度の年間乗車人員は17.9万人で、1日平均乗車人員は490人と算出出来る。
近年の乗車人員の推移は以下の通り。
| 年度   | 年間 乗車人員 | 1日平均 乗車人員 | 1日平均 乗降人員 |
| ------ | ------------- | ---------------- | ---------------- |
| 2008年 | 24万          | 658              |                  |
| 2009年 | 22万          | 603              |                  |
| 2010年 | 22.6万        | 619              |                  |
| 2011年 | 23.4万        | 639              | 1,276            |
| 2012年 | 24.5万        | 671              | 1,342            |
| 2013年 | 24.5万        | 671              | 1,364            |
| 2014年 | 24.9万        | 682              | 1,182            |
| 2015年 | 21.6万        | 590              | 1,212            |
| 2016年 | 22.2万        | 608              | 1,204            |
| 2017年 | 22万          | 603              | 1,208            |
| 2018年 | 21.1万        | 578              | 1,154            |
| 2019年 | 21.1万        | 577              | 1,156            |
| 2020年 | 17.9万        | 490              |                  |

## 駅周辺
- 鳥取警察署桂木駐在所
- エスマートつのい店
- イオン津ノ井店
- 津ノ井郵便局
- 公立鳥取環境大学
- 鳥取県立鳥取工業高等学校
- 鳥取市立津ノ井小学校
- 鳥取市立津ノ井保育園
- 鳥取県道194号津ノ井国府線
- 鳥取県道323号若葉台東町線（旧国道29号）
- 南栄工業団地
  - 大鳥機工
  - 日本セラミック

### バス路線
鳥取県道323号若葉台東町線沿いに「津ノ井駅前」停留所があり、日交バス（日本交通）の路線が発着する。
| のりば             | 路線番号   | 会社名   | 行先・方面等                                                 | 備考         |
| ------------------ | ---------- | -------- | ------------------------------------------------------------ | ------------ |
| 北行（津ノ井駅側） | 75・77     | 日交バス | （桜谷口・内吉方・生協病院前経由）鳥取駅                     |              |
| 北行（津ノ井駅側） | 70H        | 日交バス | （市立病院・大覚寺・東富安・生協病院前経由）鳥取駅           |              |
| 北行（津ノ井駅側） | 73         | 日交バス | 〔循環左回り〕（桜谷団地・内吉方・生協病院前経由）鳥取駅     | 平日のみ運行 |
| 北行（津ノ井駅側） | 74         | 日交バス | 〔循環右回り〕（面影団地・内吉方・生協病院前経由）鳥取駅     | 平日のみ運行 |
| 南行（反対側）     | 73・74・75 | 日交バス | 〔循環〕（環境大学前経由）若葉台                             |              |
| 南行（反対側）     | 70H・77    | 日交バス | （環境大学前・若葉台・郡家駅前・安井・若桜駅前経由）若桜車庫 |              |

## 隣の駅
西日本旅客鉄道（JR西日本）
 因美線
鳥取駅 - 津ノ井駅 - 東郡家駅